# Invenção
Chama-se invenção, ao ato de criar uma nova tecnologia, processo, objeto ou sistema de relações, ou um aperfeiçoamento de tecnologias, processos e objetos preexistentes. O termo confunde-se com descoberta, que é a aquisição de um conhecimento novo "porém ao acaso" ou sem um esforço determinado nesse sentido porém aplicado; a invenção, pelo contrário, é fruto de um trabalho dirigido a se multar respostas a um problema. Porém, a invenção pode ser caracterizada como descoberta quando existem possibilidades ou fortes evidências sobre o funcionamento de tal artefato (ou de sistemas complexos de relações formais) que ninguém sabia como funcionava, ter existido antes. Nesse caso o "reinventor" adquire a patente bem como os méritos da descoberta.
As invenções podem ser práticas e contribuir para o desenvolvimento de várias tecnologias, podem aplicar-se somente a um campo muito específico, mas a esmagadora maioria acaba por não ter qualquer aplicação prática, por vários motivos.
O responsável por invenções é chamado inventor. Quando o inventor deseja guardar exclusividade acerca do mecanismo ou processo do novo invento (para fins comerciais) deve patentear, ou seja, registrar uma patente do produto, que é um registro legal de que ele pensou naquilo antes de qualquer outro.

Não existe um consenso definido acerca do que leva a uma invenção; enquanto em alguns casos a falta de recursos é que conduz à invenção, em outros, o excesso levou à concretização do invento. Este último caso, foram os recursos financeiros, aplicados no programa espacial dos Estados Unidos quando da corrida espacial com a União Soviética.

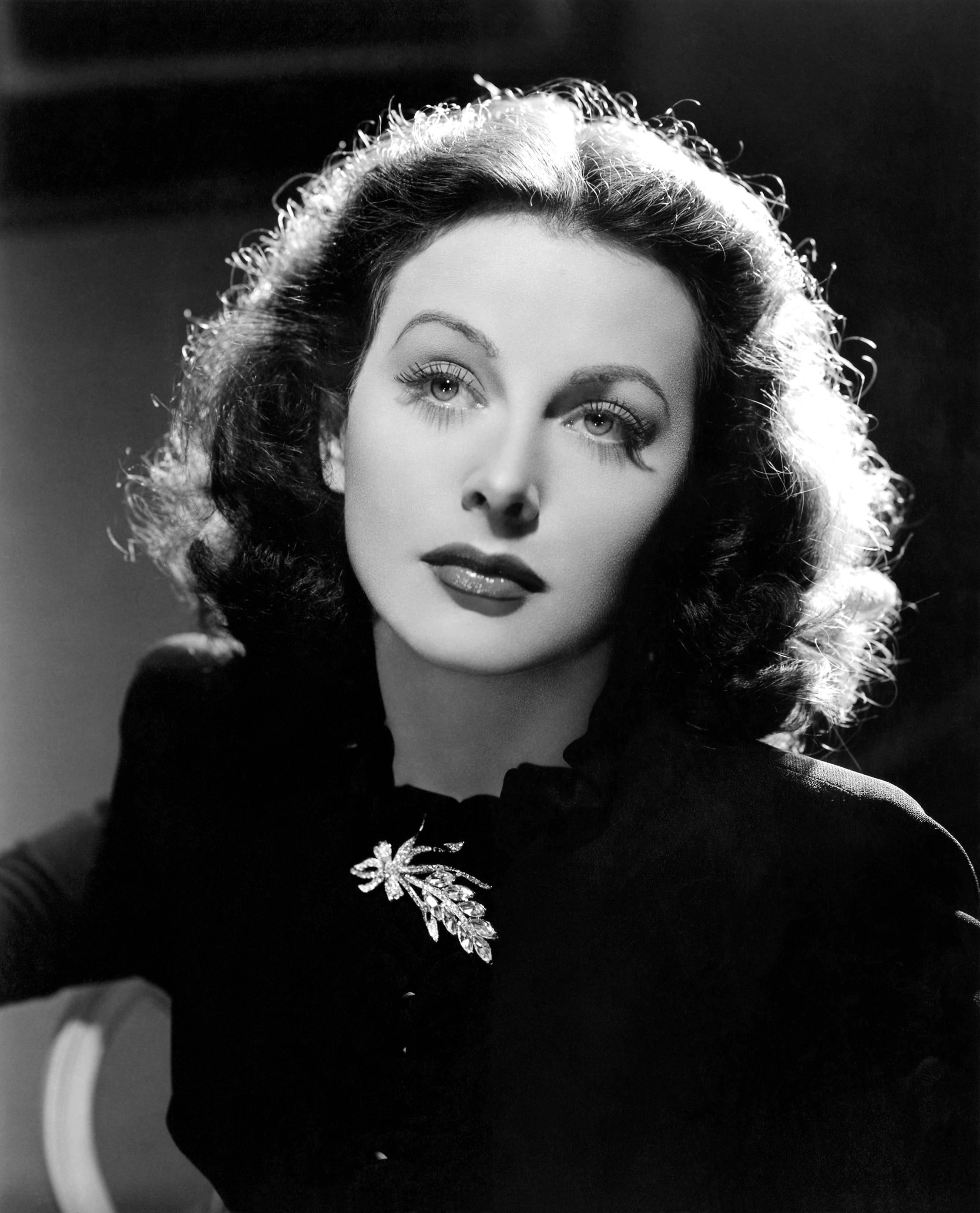
Hedy Lamarr

## O Dia do Inventor
Comemora-se no dia 9 de Novembro o Dia dos Inventores. Este dia tem o propósito de honrar a actriz e inventora austro-estadunidense Hedy Lamarr, que nasceu neste dia.
Este dia existe desde 2005, quando Gerhard Muthenthaler o proclamou em Berlim.

## Diferença entre invenção e inovação
A invenção pode ser definida como uma criação humana que atenda os conceitos de novidade, atividade inventiva e aplicação industrial. A invenção para ser como tal, precisa que seja considerada distinta de maneira não óbvia do "Estado da Técnica" por um técnico no assunto; sendo o dito "Estado da Técnica" formado por todos os documentos patentários ou não patentários publicados até a data de depósito do "pedido de patente" junto ao órgão competente, que no Brasil e em Portugal chama-se INPI (INPI-BR e INPI-PT). A invenção costuma surgir de um processo criativo, sem ter necessariamente um foco mercadológico ou um objetivo comercial determinado, mas deve ser implementado em no máximo dois anos da data de concessão. A invenção costuma ter um protótipo, no caso de um artigo/equipamento/artefato/produto, ou modelo do produto. 
A invenção torna-se inovação quando passa a ser implementada e, consequentemente, comercializada. A inovação, a grosso modo, é a invenção que encontrou uma utilidade prática e demanda do mercado. É quando o protótipo se transforma em produto comercializável.

## Tipos
As invenções são de três tipos: científico-tecnológica (incluindo a medicina), sociopolítica (incluindo economia e direito) e humanista, ou cultural.
As invenções científico-tecnológicas incluem ferrovias, aviação, vacinação, hibridização, antibióticos, astronáutica, holografia, bomba atômica, computação, internet e smartphone.
As invenções sociopolíticas compreendem novas leis, instituições e procedimentos que mudam os modos de comportamento social e estabelecem novas formas de interação e organização humana. Exemplos incluem o Parlamento britânico, a Constituição dos EUA, a União Geral de Ofícios de Manchester (Reino Unido), os escoteiros, a Cruz Vermelha, os Jogos Olímpicos, as Nações Unidas, a União Europeia e a Declaração Universal dos Direitos Humanos, bem como movimentos como o socialismo, o sionismo, o sufragismo, o feminismo e o veganismo pelos direitos dos animais.
As invenções humanistas abrangem a cultura em sua totalidade e são tão transformadoras e importantes quanto qualquer outra nas ciências, embora as pessoas tendam a tomá-las como garantidas. No domínio da linguística, por exemplo, muitos alfabetos foram invenções, assim como todos os neologismos (Shakespeare inventou cerca de 1 700 palavras). As invenções literárias incluem o épico, a tragédia, a comédia, o romance, o soneto, o Renascimento, o neoclassicismo, o romantismo, o simbolismo, o esteticismo, o realismo socialista, o surrealismo, o pós-modernismo e (segundo Freud) a psicanálise. Entre as invenções de artistas e músicos estão a pintura a óleo, a gravura, a fotografia, o cinema, a tonalidade musical, a atonalidade, o jazz, o rock, a ópera e a orquestra sinfônica. Os filósofos inventaram a lógica (várias vezes), a dialética, o idealismo, o materialismo, a utopia, o anarquismo, a semiótica, a fenomenologia, o behaviorismo, o positivismo, o pragmatismo e a desconstrução. Os pensadores religiosos são responsáveis por invenções como o monoteísmo, o panteísmo, o metodismo, o mormonismo, a iconoclastia, o puritanismo, o deísmo, o secularismo, o ecumenismo e a Fé Bahá'í. Algumas dessas disciplinas, gêneros e tendências podem parecer ter existido eternamente ou ter surgido espontaneamente por vontade própria, mas a maioria delas teve inventores.

## Lista de inventores
- Arquimedes
- Cai Lun
- Johannes Gutenberg
- Leonardo Da Vinci
- Anton van Leeuwenhoek
- Alexander Graham Bell
- Isambard Kingdom Brunel
- George Washington Carver
- Glenn Hammond Curtiss
- George Westinghouse
- Joseph Wilson Swan
- Frederick Newton Gisborne
- Evaristo Conrado Engelberg
- Roberto Landell de Moura
- Alberto Santos-Dumont
- Irmãos Montgolfier
- Guglielmo Marconi
- Edward Jenner
- Maurice Hilleman
- Carl von Linde
- Thomas Newcomen
- George Stephenson
- Étienne Lenoir
- Gottlieb Daimler
- Rudolf Diesel
- Alessandro Volta
- Alexander Parkes
- Jethro Tull
- Joseph Glidden
- Willis Carrier
- Thomas Edison
- James Watt
- Eli Whitney
- Irmãos Wright
- Lee De Forest
- Henry Ford
- Leo Baekeland
- Joseph Bramah
- Henry Maudslay
- Charles Goodyear
- Norman Borlaug
- John Deere
- John Boyd Dunlop
- Michael Faraday
- Irmãos Lumière
- Justus von Liebig
- Humphry Davy
- Werner von Siemens
- Nicolas Tesla
- Theodore Harold Maiman
- Ernst Ruska
- Gordon Gould
- Steve Wozniak
- William A. Mitchell
- Jack Kilby
- Robert Cailliau
- Tim Berners-Lee